# Mesillas, Sinaloa
Mesillas är en ort i Mexiko.   Den ligger i kommunen Concordia och delstaten Sinaloa, i den centrala delen av landet, 800 km nordväst om huvudstaden Mexico City. Mesillas ligger 138 meter över havet och antalet invånare är 1 676.
Terrängen runt Mesillas är kuperad söderut, men norrut är den platt. Runt Mesillas är det glesbefolkat, med 15 invånare per kvadratkilometer. Närmaste större samhälle är Concordia, 4,8 km norr om Mesillas. I omgivningarna runt Mesillas växer i huvudsak lövfällande lövskog.